# DVB-RCT
DVB-RCT (Digital Video Broadcasting – Return Channel Terrestrial, en anglès) és un sistema estandarditzat i publicat per l'ETSI l'any 2002 (EN 301 958v1.1.1(2002-03)) que permet, mitjançant una transmissió sense fils, la interactivitat dels usuaris per un canal de retorn amb la Televisó Digital Terrestre (TDT), de l'estàndard DVB-T.

## Característiques
Aquest estàndard permet un canal per interaccionar sense fils encara que les bandes del UHF i VHF estiguin congestionades. És el primer sistema basat en el sistema OFDM amb accés múltiple que proporciona un canal sense fils per interactivitat. Permet tenir grans cel·les o petites depenent dels bits de capacitat que es proporciona a l'usuari i pot suportar grans pics en el trànsit d'informació. Proporciona interactivitat a qualsevol dispositiu que pugui rebre senyal TDT. Utilitza eficientment l'espectre i té un cost baix.

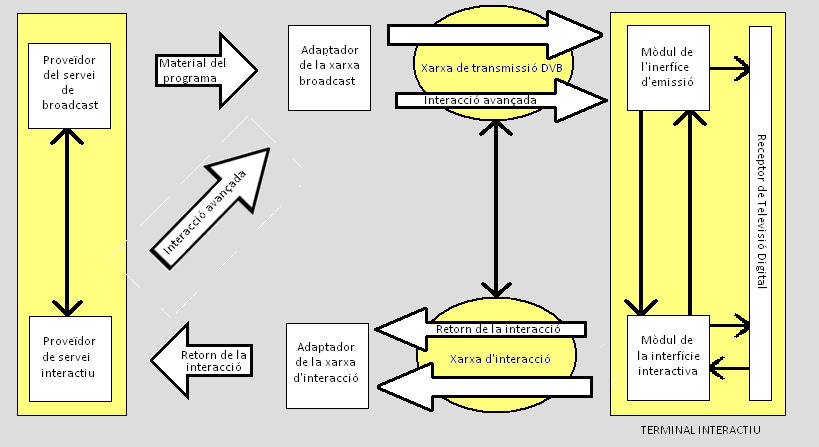
Esquema general de DVB-RCT

### Codificació turbo i concatenada
El sistema de codificació és bastant flexible. L'estàndard tècnic permet escollir entre la concatenada (Reed Solomon i convolucional) i la turbo. El fet d'utilitzar la codificació Turbo fa que sigui un sistema molt robust i permet una reducció de fins a 2 dB entre la relació de la portadora i el soroll donat un BER (Bit Error Rate). Aquesta però, implica un cost computacional molt major que la concatenada, doncs és molt més complexa i innovadora.

### Segmentació de la banda

#### Partició del canal
Els canals de transmissió de DVB-RCT poden ser d'amplades de banda d'1, 3, 4, o 8 MHz en funció de les necessitats o de l'espectre disponible que tinguem. A més, aquest ús varia en funció dels paràmetres que es defineixen en els següents punts. En aquest cas, el canal es parteix tant en temps com en freqüència i això és el que dona més versatilitat al sistema.

#### Transmissió de les trames
Hi ha 2 tipus de trames:
- TF1: on s'envia un primer símbol nul, 6 símbols d'alineació i 176 de dades
- TF2: on s'envien 8 grups de 6 símbols cadascun.

Habitualment només s'envien TF1 per a fer comprovacions periòdiques i evitar jamming.

### Configuració de les portadores
Les portadores poden tenir diferents estructures. Aquestes diferents configuracions depenen de l'espaiat de les portadores i de l'estructura de ràfegues que tenen.

#### Espaiat de portadores
L'espaiat de les portadores es refereix a la velocitat que aquestes poden tenir i, per tant, la duració dels símbols que es transmeten. Aquestes poden anar des de 1000 ms de duració (CS1) fins a 250 ms (CS3)

#### Estructura de ràfega
Aquí es determina el nombre de portadores i combinat amb l'espaiat de portadora s'afina la velocitat total de la comunicació adaptant el sistema a les característiques de la mida de la cel·la i la densitat d'usuaris.
- En el BS1, tota la potència (RF) s'aplica en una sola portadora.
- En el BS2, la potència es reparteix entre quatre portadores.
- En el BS3, la potència es reparteix entre 29 portadores.

Independentment de la difusió de les dades dels usuaris, hi ha un nombre fix de bytes a transmetre a cada slot del temps. Per això, la transmissió del BS1 és 29 vegades més llarga que el BS3 i 4 vegades més que en BS2.

#### Entrellaçat de les portadores
Utilitza un canal de radiofreqüència i l'organitza de manera que diversos usuaris puguin accedir, utilitzant TDMA i OFDM. Semblant a l'estàndard DVB-T, es divideix el canal de radiofreqüència en ranures de temps i freqüència. Es tindrà una taxa de bits diferent en funció de la modulació i la taxa de protecció de la codificació (½ i ¾). Les petites variacions que hi puguin haver són degudes als possibles intervals de guarda aplicats a cada símbol (1/4, 1/8, 1/16, 1/32 de la duració útil del símbol). Aquestes taxes de bits a l'estació base poden variar entre 1 i 30 Mbps pel canal de DVB-RCT

### Assignació dinàmica de la modulació adaptativa
L'assignació dinàmica de la modulació adaptativa (Dynamically Assignable Adaptive Modulation, DAAM) permet que pugui suportar en una mateixa cel·la i a la vegada, diferents tipus de modulació (4, 16 i 64 QAM). Gràcies a això, l'emissor (service provider) pot controlar el nivell d'interferència co-canal de les cel·les veïnes i al mateix temps donar el màxim ús a l'espectre, proporcionant el corresponent màxim bit-rate a cada un dels usuaris.
Així, variant la modulació dona una major robustesa als usuaris propers al límit de la cel·la (4QAM ½ rate) permetent que emetin amb menor potència cap a l'estació base. En canvi els usuaris situats a la zona del centre, se'ls assigna una modulació menys robusta (64 QAM ¾ rate) amb la condició d'emetre amb més potència cap a l'estació base, a més poden enviar més dades, ja que en estar lluny d'altres cel·les hi ha menys interferència co-canal.
En resum podem dir que els terminals interactius tenen un sistema similar al dels terminals mòbils per garantir que emeten amb la menor potència. Així es pot reduir les possibles interferències i augmentar l'eficiència de l'espectre.

### Taula resum de les característiques
|                           | Característiques principals   |
| Retorn de la interacció   | Multiple Acces OFDM (MA-OFDM) |
| Tipus d'OFDM              | 1k (1024) i 2k (2048)         |
| Espaiat de portadores     | ~1kHz, ~2kHz, ~4kHz           |
| Interval de guarda        | 1/8, 1/16, 1/32               |
| Transmissió de les trames | TF1, TF2                      |
| Modulació                 | QPSK, 16QAM, 64QAM            |
| Codificació de canal      | Turbo, Concatenada            |
| Estructures de ràfega     | BS1, BS2, BS3                 |
| Màxim radi de cel·la      | 65 km                         |

## Costos i prestacions del sistema DVB-RCT
Bàsicament, els costos de DVB-RCT consten del preu dels equips de l'usuari i els de l'estació base. També s'ha de tenir en compte l'enllaç de retorn des de l'estació base fins al proveïdor de serveis (ISP) en el cas que no hi hagi cap enllaç ja instal·lat.
Amb una sola unitat de recepció instal·lada a l'estació base, aquesta pot tramitar fins a 20000 interaccions per segon. Per exemple, en el mode 2k, es poden gestionar fins a 59 interaccions de diferents usuaris amb una taxa de 600 per segon.
Totes aquestes característiques fan que el sistema DVB-RCT tingui un cost molt baix (desplegar-lo costa una petita part del que costa desplegar xarxes XDSL, GSM o UMTS) i el que és més important, que a casa de l'usuari no s'hagi d'instal·lar cap antena ni transmissor que requereixi cridar un tècnic per a poder garantir la interacció.